# 都道府県知事の一覧
都道府県知事の一覧（とどうふけんちじのいちらん）は、現職の都道府県知事についての一覧である。

## 一覧
| 都道府県          |  | 氏名                                    | 年齢 | 就任日         | 任期満了日     | 期 | 所属党派     | 出身校                                                                         | 主な前職                                                                         |        |                      |                     |
| ----------------- |  | --------------------------------------- | ---- | -------------- | -------------- | -- | ------------ | ------------------------------------------------------------------------------ | -------------------------------------------------------------------------------- | ------ | -------------------- | ------------------- |
| 北海道 （一覧）   |  | すずき なおみち 鈴木直道                | 44   | 2019年4月23日  | 2027年4月22日  | 2  | 所属党派     | 出身校                                                                         | 主な前職                                                                         | 無所属 | 法政大学第二部法学部 | 東京都職員 夕張市長 |
| 青森県 （一覧）   |  | みやした そういちろう 宮下宗一郎        | 46   | 2023年6月29日  | 2027年6月28日  | 1  | 無所属       | 東北大学法学部                                                                 | 国土交通省職員 むつ市長                                                          |        |                      |                     |
| 岩手県 （一覧）   |  | たっそ たくや 達増拓也                  | 61   | 2007年4月30日  | 2027年9月10日  | 5  | 無所属       | 東京大学法学部 ジョンズ・ホプキンス大学SAIS                                    | 外務省職員 衆議院議員                                                            |        |                      |                     |
| 宮城県 （一覧）   |  | むらい よしひろ 村井嘉浩                | 64   | 2005年11月21日 | 2025年11月20日 | 5  | 無所属       | 防衛大学校理工学専攻                                                           | 陸上自衛官 宮城県議会議員                                                        |        |                      |                     |
| 秋田県 （一覧）   |  | すずき けんた 鈴木健太                  | 49   | 2025年4月20日  | 2029年4月19日  | 1  | 無所属       | 京都大学法学部                                                                 | 陸上自衛官 司法書士 秋田県議会議員 秋田県議会副議長                              |        |                      |                     |
| 山形県 （一覧）   |  | よしむら みえこ 吉村美栄子              | 74   | 2009年2月14日  | 2029年2月13日  | 5  | 無所属       | お茶の水女子大学文教育学部                                                     | リクルート社員 行政書士                                                          |        |                      |                     |
| 福島県 （一覧）   |  | うちぼり まさお 内堀雅雄                | 61   | 2014年11月12日 | 2026年11月11日 | 3  | 無所属       | 東京大学経済学部                                                               | 総務省自治財政局地方債課理事官 福島県副知事                                      |        |                      |                     |
| 茨城県 （一覧）   |  | おおいがわ かずひこ 大井川和彦          | 61   | 2017年9月26日  | 2025年9月25日  | 2  | 無所属       | 東京大学法学部 ワシントン大学ロースクール                                      | 経済産業省商務流通政策グループ政策調整官補佐 シスコシステムズ専務 ドワンゴ取締役 |        |                      |                     |
| 栃木県 （一覧）   |  | ふくだ とみかず 福田富一                | 72   | 2004年12月9日  | 2028年12月8日  | 6  | 無所属       | 日本大学理工学部                                                               | 栃木県職員 宇都宮市長                                                            |        |                      |                     |
| 群馬県 （一覧）   |  | やまもと いちた 山本一太                | 67   | 2019年7月28日  | 2027年7月27日  | 2  | 無所属       | 中央大学法学部 ジョージタウン大学エドムンド・A・ウォルシュ外交大学院           | 内閣府特命担当大臣 参議院議員                                                    |        |                      |                     |
| 埼玉県 （一覧）   |  | おおの もとひろ 大野元裕                | 61   | 2019年8月31日  | 2027年8月30日  | 2  | 無所属       | 慶應義塾大学法学部 国際大学大学院国際関係学研究科                              | 日本テレビ・ニッポン放送コメンテーター 参議院議員 防衛大臣政務官 外交官          |        |                      |                     |
| 千葉県 （一覧）   |  | くまがい としひと 熊谷俊人              | 47   | 2021年4月5日   | 2029年4月4日   | 2  | 無所属       | 早稲田大学政治経済学部                                                         | 千葉市議会議員 千葉市長                                                          |        |                      |                     |
| 東京都 （一覧）   |  | こいけ ゆりこ 小池百合子                | 73   | 2016年8月2日   | 2028年7月30日  | 3  | 無所属       | 関西学院大学社会学部（中退） カイロ大学文学部社会学科                          | ニュースキャスター 参議院議員 衆議院議員 環境大臣 防衛大臣                       |        |                      |                     |
| 神奈川県 （一覧） |  | くろいわ ゆうじ 黒岩祐治                | 70   | 2011年4月23日  | 2027年4月22日  | 4  | 無所属       | 早稲田大学政治経済学部                                                         | フジテレビジョン社員（報道記者、ニュースキャスター）                             |        |                      |                     |
| 新潟県 （一覧）   |  | はなずみ ひでよ 花角英世                | 67   | 2018年6月12日  | 2026年6月9日   | 2  | 無所属       | 東京大学法学部                                                                 | 国土交通省職員 新潟県副知事 海上保安庁次長                                       |        |                      |                     |
| 富山県 （一覧）   |  | にった はちろう 新田八朗                | 66   | 2020年11月9日  | 2028年11月8日  | 2  | 無所属       | 一橋大学経済学部                                                               | 日本海ガス代表取締役社長 日本青年会議所会頭                                      |        |                      |                     |
| 石川県 （一覧）   |  | はせ ひろし 馳浩                        | 64   | 2022年3月27日  | 2026年3月26日  | 1  | 無所属       | 専修大学文学部                                                                 | 高校教諭 プロレスラー 参議院議員 衆議院議員 文部科学大臣                         |        |                      |                     |
| 福井県 （一覧）   |  | すぎもと たつじ 杉本達治                | 63   | 2019年4月23日  | 2027年4月22日  | 2  | 無所属       | 東京大学法学部                                                                 | 総務省職員 福井県副知事                                                          |        |                      |                     |
| 山梨県 （一覧）   |  | ながさき こうたろう 長崎幸太郎          | 57   | 2019年2月17日  | 2027年2月16日  | 2  | 無所属       | 東京大学法学部 コーネル大学ロースクール                                        | 財務省職員 衆議院議員                                                            |        |                      |                     |
| 長野県 （一覧）   |  | あべ しゅいち 阿部守一                  | 64   | 2010年9月1日   | 2026年8月31日  | 4  | 無所属       | 東京大学法学部                                                                 | 自治省職員 内閣府行政刷新会議事務局次長 長野県副知事                             |        |                      |                     |
| 岐阜県 （一覧）   |  | えさき よしひで 江崎禎英                | 60   | 2025年2月6日   | 2029年2月5日   | 1  | 無所属       | 東京大学教養学部                                                               | 通商産業省・経済産業省職員 岐阜県商工労働部長                                    |        |                      |                     |
| 静岡県 （一覧）   |  | すずき やすとも 鈴木康友                | 67   | 2024年5月28日  | 2028年5月25日  | 1  | 無所属       | 慶應義塾大学法学部                                                             | 浜松市長 衆議院議員                                                              |        |                      |                     |
| 愛知県 （一覧）   |  | おおむら ひであき 大村秀章              | 65   | 2011年2月15日  | 2027年2月14日  | 4  | 無所属       | 東京大学法学部                                                                 | 農林水産省職員 衆議院議員 厚生労働副大臣 内閣府副大臣                            |        |                      |                     |
| 三重県 （一覧）   |  | いちみ かつゆき 一見勝之                | 62   | 2021年9月14日  | 2025年9月11日  | 1  | 無所属       | 東京大学法学部                                                                 | 国土交通省自動車局長 内閣府総合海洋政策推進事務局長                              |        |                      |                     |
| 滋賀県 （一覧）   |  | みかづき たいぞう 三日月大造            | 54   | 2014年7月20日  | 2026年7月19日  | 3  | 無所属       | 一橋大学経済学部                                                               | 西日本旅客鉄道社員 衆議院議員 国土交通副大臣                                     |        |                      |                     |
| 京都府 （一覧）   |  | にしわき たかとし 西脇隆俊              | 70   | 2018年4月16日  | 2026年4月15日  | 2  | 無所属       | 東京大学法学部                                                                 | 国土交通省職員 復興庁事務次官                                                    |        |                      |                     |
| 大阪府 （一覧）   |  | よしむら ひろふみ 吉村洋文              | 50   | 2019年4月8日   | 2027年4月6日   | 2  | 大阪維新の会 | 九州大学法学部                                                                 | 弁護士 衆議院議員 大阪市長                                                       |        |                      |                     |
| 兵庫県 （一覧）   |  | さいとう もとひこ 斎藤元彦              | 47   | 2021年8月1日   | 2028年11月16日 | 2  | 無所属       | 東京大学経済学部                                                               | 総務省職員 大阪府財務部財政課長                                                  |        |                      |                     |
| 奈良県 （一覧）   |  | やました まこと 山下真                  | 57   | 2023年5月3日   | 2027年5月2日   | 1  | 日本維新の会 | 東京大学文学部 京都大学法学部                                                  | 朝日新聞社社員 弁護士 奈良県生駒市長                                             |        |                      |                     |
| 和歌山県 （一覧） |  | みやざき いずみ 宮﨑泉                  | 66   | 2025年6月3日   | 2029年5月31日  | 1  | 無所属       | 大阪大学人間科学部                                                             | 和歌山県職員 和歌山県教育長 和歌山県副知事                                       |        |                      |                     |
| 鳥取県 （一覧）   |  | ひらい しんじ 平井伸治                  | 63   | 2007年4月13日  | 2027年4月12日  | 5  | 無所属       | 東京大学法学部                                                                 | 総務省職員 鳥取県副知事                                                          |        |                      |                     |
| 島根県 （一覧）   |  | まるやま たつや 丸山達也                | 55   | 2019年4月30日  | 2027年4月29日  | 2  | 無所属       | 東京大学法学部                                                                 | 総務省職員 島根県政策企画局長                                                    |        |                      |                     |
| 岡山県 （一覧）   |  | いばらぎ りゅうた 伊原木隆太            | 59   | 2012年11月12日 | 2028年11月11日 | 4  | 無所属       | 東京大学工学部                                                                 | 実業家 天満屋代表取締役社長                                                      |        |                      |                     |
| 広島県 （一覧）   |  | ゆざき ひでひこ 湯崎英彦                | 59   | 2009年11月29日 | 2025年11月28日 | 4  | 無所属       | 東京大学法学部 スタンフォード大学ビジネススクール                              | 通商産業省職員 アッカ・ネットワークス副社長                                      |        |                      |                     |
| 山口県 （一覧）   |  | むらおか つぐまさ 村岡嗣政              | 52   | 2014年2月25日  | 2026年2月22日  | 3  | 無所属       | 東京大学経済学部                                                               | 総務省職員                                                                       |        |                      |                     |
| 徳島県 （一覧）   |  | ごとうだ まさずみ 後藤田正純            | 56   | 2023年5月18日  | 2027年5月17日  | 1  | 無所属       | 慶應義塾大学商学部                                                             | 衆議院議員                                                                       |        |                      |                     |
| 香川県 （一覧）   |  | いけだ とよひと 池田豊人                | 64   | 2022年9月5日   | 2026年9月4日   | 1  | 無所属       | 東京大学工学部 東京大学大学院工学系研究科                                      | 建設省・国土交通省職員 国土交通省近畿地方整備局長 国土交通省道路局長             |        |                      |                     |
| 愛媛県 （一覧）   |  | なかむら ときひろ 中村時広              | 65   | 2010年12月1日  | 2026年11月30日 | 4  | 無所属       | 慶應義塾大学法学部                                                             | 三菱商事社員 愛媛県議会議員 衆議院議員 松山市長                                  |        |                      |                     |
| 高知県 （一覧）   |  | はまだ せいじ 浜田省司                  | 62   | 2019年12月7日  | 2027年12月6日  | 2  | 無所属       | 東京大学法学部                                                                 | 自治省職員 大阪府副知事 総務省大臣官房総括審議官                                 |        |                      |                     |
| 福岡県 （一覧）   |  | はっとり せいたろう 服部誠太郎          | 70   | 2021年4月14日  | 2029年4月10日  | 2  | 無所属       | 中央大学法学部                                                                 | 福岡県職員 福岡県副知事                                                          |        |                      |                     |
| 佐賀県 （一覧）   |  | やまぐち よしのり 山口祥義              | 60   | 2015年1月14日  | 2027年1月10日  | 3  | 無所属       | 東京大学法学部                                                                 | 総務省職員 東京大学大学院総合文化研究科教授                                      |        |                      |                     |
| 長崎県 （一覧）   |  | おおいし けんご 大石賢吾                | 43   | 2022年3月2日   | 2026年3月1日   | 1  | 無所属       | カリフォルニア大学デービス校生物科学部 千葉大学医学部 千葉大学大学院医学研究院 | 厚生労働省職員 日本医療研究開発機構職員                                          |        |                      |                     |
| 熊本県 （一覧）   |  | きむら たかし 木村敬                    | 51   | 2024年4月16日  | 2028年4月15日  | 1  | 無所属       | 東京大学法学部                                                                 | 自治省職員 熊本県副知事                                                          |        |                      |                     |
| 大分県 （一覧）   |  | さとう きいちろう 佐藤樹一郎            | 67   | 2023年4月28日  | 2027年4月27日  | 1  | 無所属       | 東京大学法学部                                                                 | 経済産業省職員 大分市長                                                          |        |                      |                     |
| 宮崎県 （一覧）   |  | こうの しゅんじ 河野俊嗣                | 60   | 2011年1月21日  | 2027年1月20日  | 4  | 無所属       | 東京大学法学部 ハーバード大学ロースクール                                      | 自治省職員 宮崎県副知事                                                          |        |                      |                     |
| 鹿児島県 （一覧） |  | しおた こういち 塩田康一                | 59   | 2020年7月28日  | 2028年7月27日  | 2  | 無所属       | 東京大学法学部                                                                 | 経済産業省職員 九州経済産業局長                                                  |        |                      |                     |
| 沖縄県 （一覧）   |  | たまき やすひろ 玉城康裕 （玉城デニー） | 65   | 2018年10月4日  | 2026年9月29日  | 2  | 無所属       | 上智社会福祉専門学校                                                           | ラジオパーソナリティ 沖縄市議会議員 衆議院議員                                   |        |                      |                     |